# Square Henri-Cadiou
Pour les articles homonymes, voir Henri Cadiou et Cadiou.
Le square Henri-Cadiou est un square du 13e arrondissement de Paris

## Situation et accès
L'entrée principale du square est située au 69, boulevard Arago à côté de la Cité fleurie. Il existe également une entrée annexe par la rue Léon-Maurice-Nordmann.
Le square est desservi à proximité par les lignes 7 à la station Les Gobelins et 6 à la station Glacière.

## Origine du nom
Il rend hommage  au peintre Henri Cadiou (1906-1989), qui vécut de nombreuses années dans la Cité fleurie et permit la préservation du site dans les années 1960.

## Historique
Ce square, anciennement dénommé « jardin Arago », est créé en 1989 à côté de la Cité fleurie, qui constitue un ensemble d'ateliers d'artistes créés dans Paris intra-muros à la fin du XIXe siècle. 
Le square est prolongé vers le sud avec la création d'un chemin et d'espaces verts le long de l'école maternelle de la rue Léon-Maurice-Nordmann. Une sculpture de l'artiste néerlandais César Domela, qui vécut dans la Cité fleurie dans les années 1930, est présente dans l'enceinte du jardin.

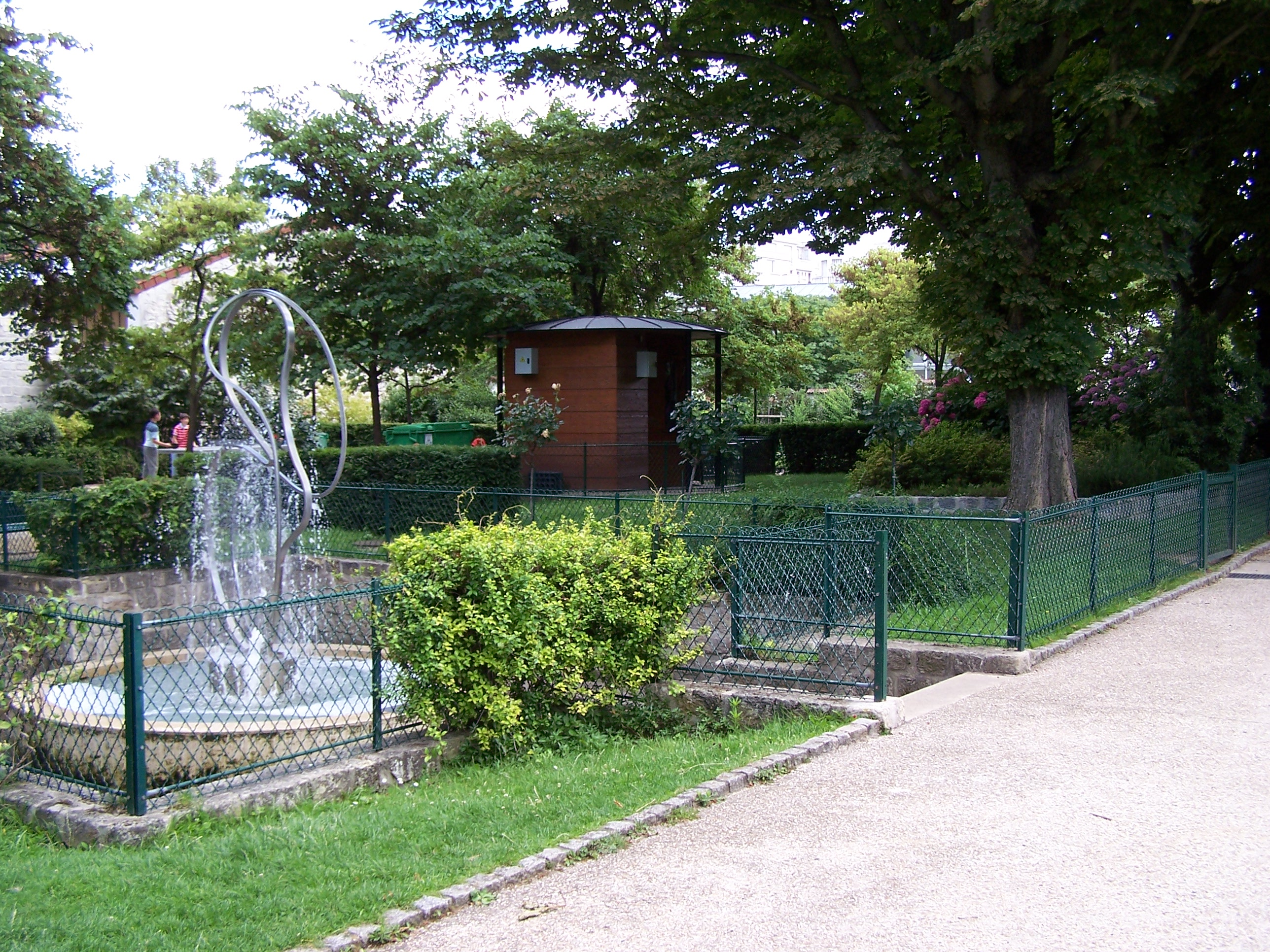
Vue du square et de la fontaine-sculpture de César Domela.
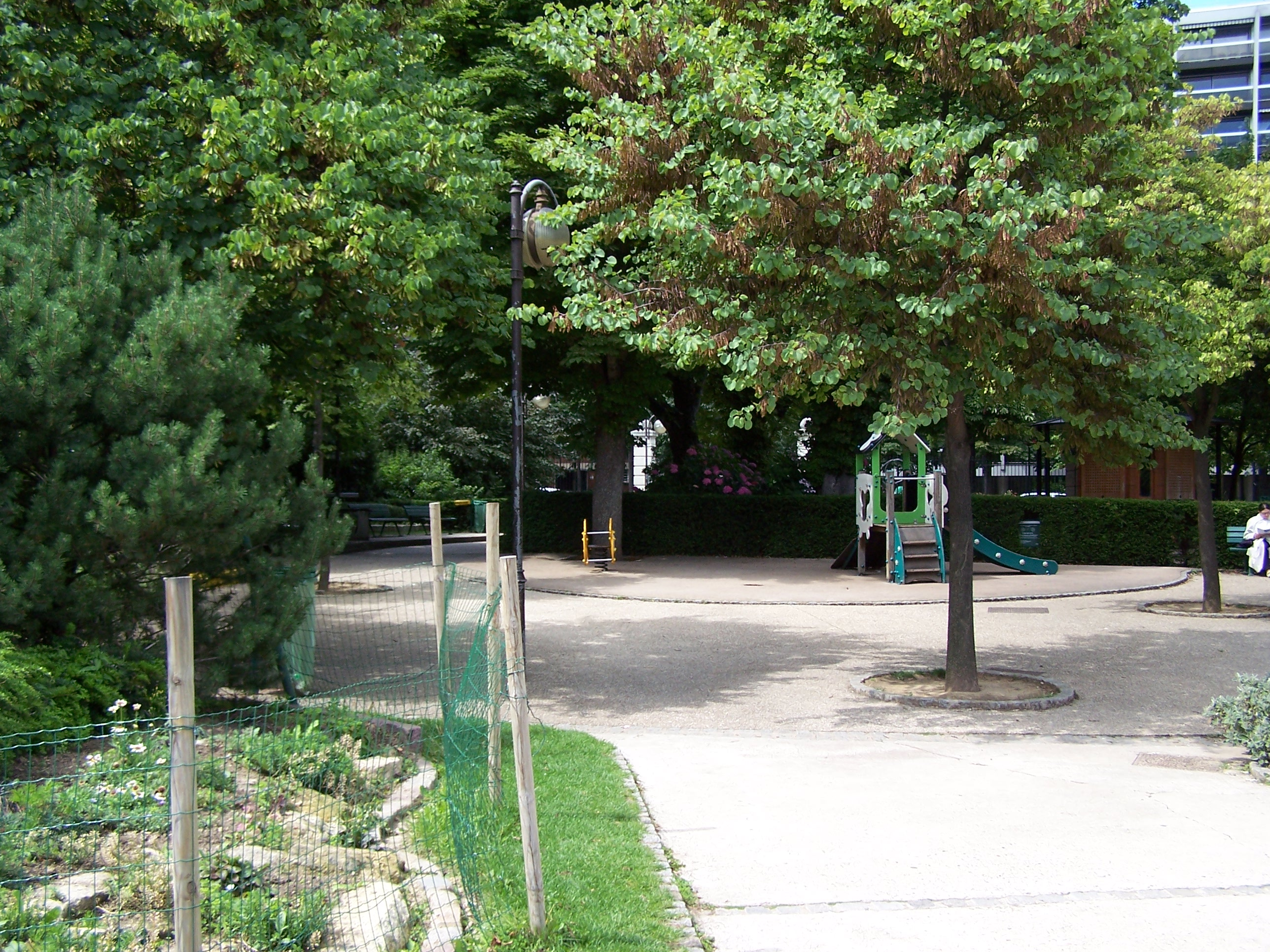
L'espace de jeux.